# Karin Persson
Karin Persson, född 1891, död 1971, var en svensk konstnär. 

## Biografi
Karin Persson började på sin konstnärliga bana 1910 som illustratör för trädgårdsarkitekten Edvard Glæsel. Hon studerade vid Det Kongelige Danske Kunstakademi i Köpenhamn mellan 1912 och 1913. 
Efter första världskrigets utbrott 1914 flyttade hon från Danmark till Sverige. 1915 utbildar hon sig till teckningslärare vid Tekniska skolan i Stockholm och tar en lärartjänst vid Lyceum för flickor 1918 där hon arbetade som bildlärare fram till 1956.
Hennes karriär som konstnär tog fart 1937, då hon valdes in i Grafiska sällskapet. Hennes första stora utställning ägde rum 1939 på Svaneholms slott i Skåne, efter att hon tilldelats första pris i Grafiska sällskapets tävling samma år. Hennes genombrott kom 1951 då hon deltog i utställningen "Nutida svensk grafik" på Nationalmuseum i Stockholm.
Under sin karriär var hon delaktig i flera grupputställningar, både i Sverige och utomlands: 1945 var hon med i Grafiska Sällskapets utställning på Ekströms i Stockholm, 1956 ställde hon ut i Johannesburg, Sydafrika under Svenska Institutets organisation, 1957 medverkade hon i utställningen "de Unga" och 1968 deltog hon i utställningen "100 år av svensk grafik" på Nationalmuseum.
Karin Persson arbetade huvudsakligen med träsnitt och trästick som medium och hennes konstverk skildrar mestadels botaniska motiv. Hennes konstnärskap utvecklades från verk i linoleumsnitt under studietiden, till träsnitt under mitten av 1920-talet, och slutligen till trästick i slutet av 1930-talet, för vilka hon är mest känd.